# Golden retriever

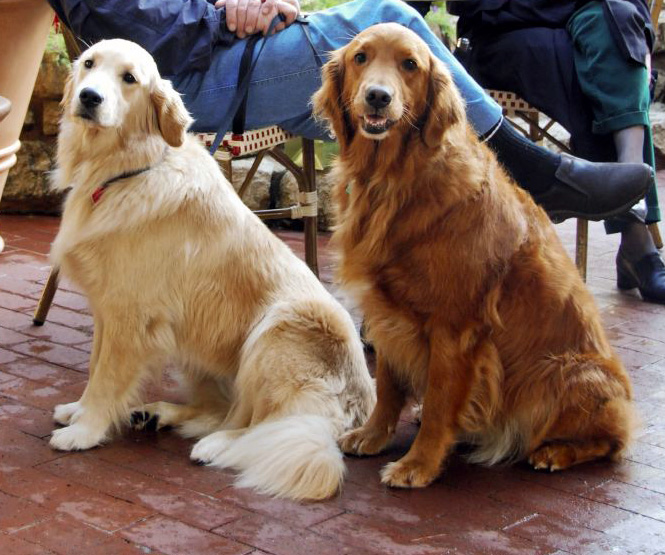
Claro e dourado, as cores mais comuns dos golden retrievers.

O golden retriever[Nota] é uma raça canina do tipo retriever originária da Grã-bretanha, e foi desenvolvida para a caça de aves aquáticas.
Seu surgimento deu-se em meados do século XIX, através de cruzamentos seletivos e elaborados por Lord Tweedmouth, que buscava um cão de médio porte que fosse hábil caçador, obediente, inteligente, calmo e fácil de treinar, o que levou ao uso de diversas raças, entre elas a extinta Tweed Water Spaniel, do tipo spaniel. Como resultado dos seus esforços, foram selecionadas quatro cadelas produzidas: Ada, Primrose, Crocus e Cowslip, sendo os descendentes desta última os principais ancestrais dos golden retrievers conhecidos hoje. Já difundidos, os padrões exigidos geraram duas variantes: uma para exposição e outra para o trabalho. A popularidade e as qualidades destes cães os fizeram bons animais de trabalho. Modernamente, são usados para assistir cadeirantes e deficientes visuais, além de trabalharem como cães policiais farejadores e cães de resgate, busca e salvamento. Contudo, cruzamentos indiscriminados geram exemplares alérgicos e agressivo/possessivos.
Fisicamente, o golden é ainda um animal robusto, de pelagem mediana e lisa, e de coloração dourada que varia em tom. Entre suas principais características físicas está sua expressão, descrita como meiga.

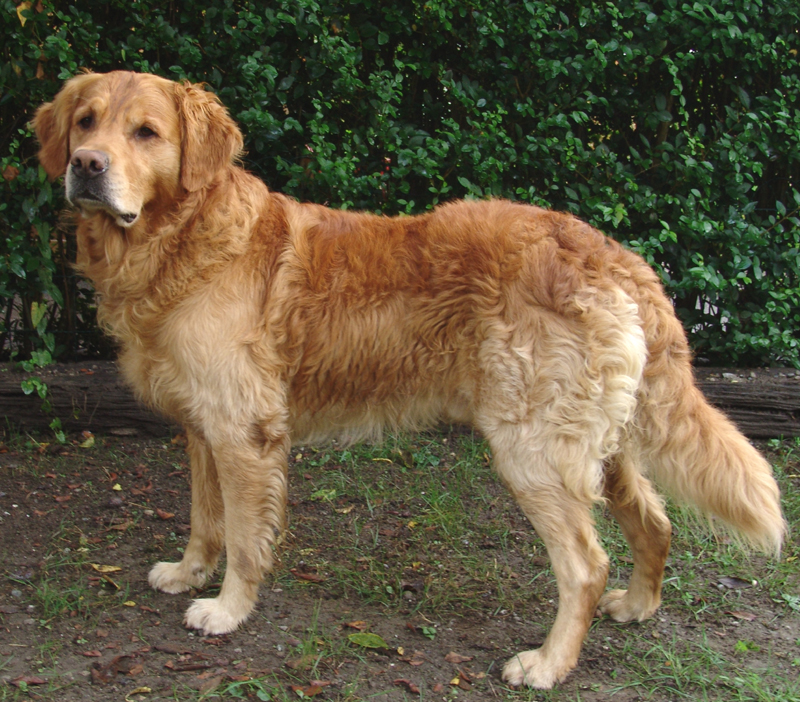
Golden retriever adulto

Devido a todas as suas qualidades, foi eleita a raça mais popular no Japão.

## História
O Golden Retriever foi desenvolvido na Escócia "Guisachan" perto de Glen Affric, a propriedade das terras altas de Sir Dudley Marjoribanks depois Barão Tweedmouth. Por muitos anos, houve controvérsia sobre os quais foram originalmente raças cruzadas. Em 1952, a publicação de registros de reprodução Marjoribanks "1835-1890 dissipado o mito sobre a compra de uma trupe inteira de cães pastores russos de um circo visitando.

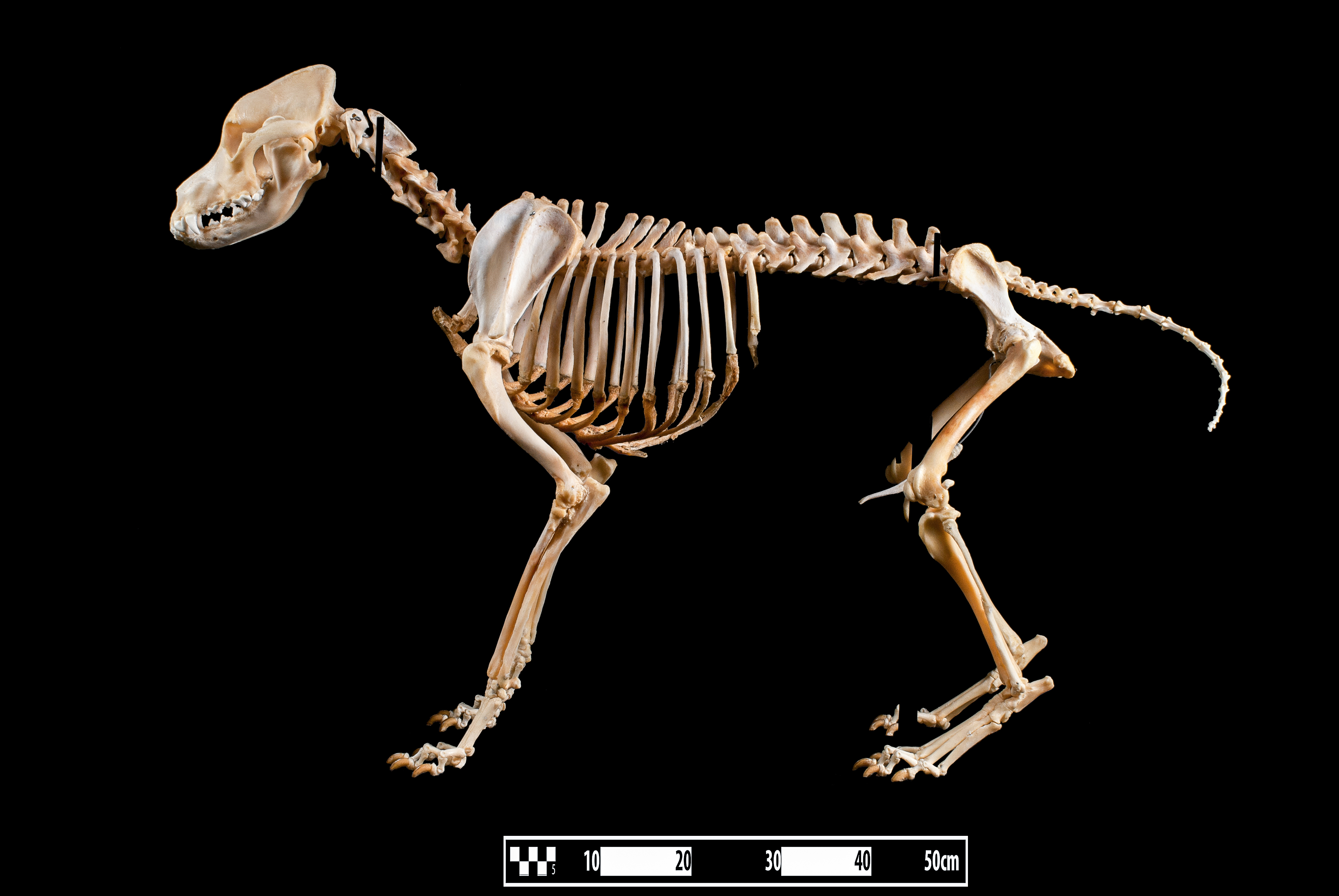
Ossos de Golden Retriver

Melhorias em armas durante os anos 1800 resultou em mais aves a ser abatido durante a caça, a distâncias maiores e em terrenos cada vez mais difícil. Isso levou a mais pássaros estar perdido em campo. Devido a essa melhora de armas de fogo, a necessidade de um especialista retriever surgiu como definidor da formação e na recuperação de raças ponteiro mostrou-se ineficaz. Assim começaram os trabalhos de criação de cães para preencher este papel tão necessária.
A cruz original era de uma cor amarela Retriever, Nous, com um cão Tweed Water Spaniel fêmea, Belle. O Tweed Water Spaniel está agora extinta, mas foi, então, comum no país fronteiriço. Marjoribanks Nous tinha comprado em 1865 de uma ninhada não registrada do filhotes retriever ondulado-revestido pretos. Em 1868, esse cruzamento produziu uma ninhada que incluiu quatro filhotes, estes quatro se tornaram a base de um programa de criação que incluiu o Setter Irlandês, o Bloodhound arenoso-colorido, Água de St. John's Cão da Terra Nova, e mais dois ondulado-revestido preto Retrievers. A linhagem foi também puras e selecionadas para a veracidade à ideia Marjoribanks "do cão de caça final. Sua visão incluiu um cão mais forte e poderoso do que retrievers anterior, que ainda seria gentil e treinável. cães pastores russos não são mencionados nestes autos, nem quaisquer outras raças de cão de trabalho. A ascendência do Golden Retriever é todos os cães desportivas, em conformidade com os objectivos Marjoribanks ".
Os Golden Retrievers foram inicialmente aceites para registo pelo Kennel Club da Inglaterra, em 1903, como Flat Coats - Dourada. Eles foram os primeiros exibiram, em 1908, e em 1911 foram reconhecidos como uma raça descrita como Retriever (Golden e amarelo). Em 1913, o Golden Retriever Club foi fundado. O nome da raça foi oficialmente mudado para Golden Retriever, em 1920.
O Sr. Archie Marjoribanks levou um Golden Retriever para o Canadá em 1881, e registrado Senhora com o American Kennel Club (AKC) em 1894. Estes são os primeiros registros da raça nos dois países. A raça foi registado pela primeira vez no Canadá em 1927, e do Golden Retriever Club of Ontario, agora, o Golden Retriever Club of Canada, foi formada em 1958. Os co-fundadores da GRCC foram Cliff Drysdale, um inglês que tinha trazido um Golden Inglês e Baker Jutta, filha do direito de Luís Barreto que possuía Northland Canis, possivelmente primeiro canil do Canadá dedicado a Goldens. O AKC reconheceu a raça em 1925, e em 1938 o Golden Retriever Club of America foi formado.
Há também outras organizações de clubes dedicados a golden retrievers, como sites de raça específica aprovação.
Em julho de 2006, o Golden Retriever Club of Scotland organizou um encontro de entusiastas de Golden Retriever, na casa ancestral da Guisachan House. A fotografia foi tirada pelo fotógrafo Lynn Kipps para comemorar a ocasião. Ele captura 188 Golden Retrievers e, portanto, detém o recorde de maior Golden Retrievers capturados em uma imagem.

## Aparência

### Tipo britânico

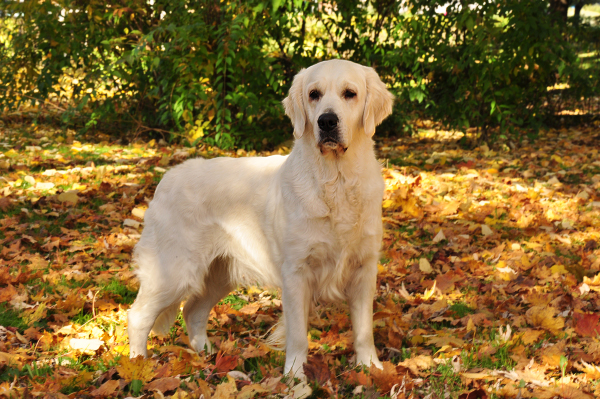
Golden Retriever Tipo Britânico

Algumas variações que existem entre a Golden Retrievers tipo britânico prevalente em toda a Europa e Austrália, e os de linhas americanas são refletidas no padrão da raça. O focinho do tipo britânico de cachorro é mais largo e mais curto, e sua testa é mais quadrada. Ele tem as pernas mais curtas, com um peito um pouco mais profundo, e cauda mais curta. Suas características tornam geralmente mais pesadas do que o de tipo americano. Os machos devem ter entre 56-61 cm na cernelha e as fêmeas ligeiramente mais curto, entre 51-56 cm. O peso, no entanto, não é especificado no padrão do Reino Unido. As chamadas padrão KC para a linha superior nivelada e traseiros em linha reta, sem a angulação ligeira traseira encontrados em linhas americanas. Os olhos do tipo europeu são notáveis por sua circularidade e escuridão em contraste com a composição triangular ou inclinada de suas contrapartes americanas. Um Golden Retriever de reprodução britânico pode ter uma cor da pelagem de qualquer tonalidade de dourado ou creme, porém, vermelho ou mogno não são cores permitidas. Originalmente creme não era uma cor aceitável no padrão do Reino Unido, no entanto, em 1936 o padrão foi revisado para incluir creme. Considerou-se essa exclusão foi um erro que o original "amarelo" retrievers do século XIX eram de cor mais clara que a norma então vigente permitido. Tal como acontece com as linhas norte-americano, branco é uma cor inaceitável no anel da mostra. O padrão britânico KC é usado em todos os países, com as excepções dos EUA e Canadá. Alguns criadores deste tipo na América pode importar os seus cães para melhorar o temperamento e a saúde observou nessas linhagens.

### Tipo americano

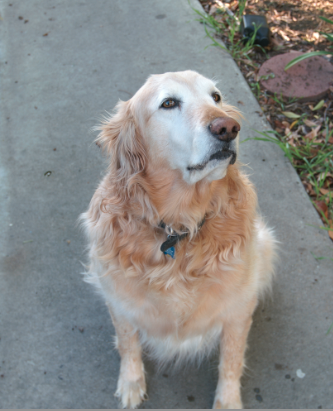
Golden Retriever Americano

Um Golden Americano é mais esguio e menos encorpado do que o tipo britânico. Um macho deve ficar entre 56-61 cm de altura nos ombros, e as fêmeas devem ser 51-56 cm. A pelagem é densa e repelente de água, em vários tons de ouro e brilhante, com franjas moderadas. A movimentação deve ser livre, suave, poderoso e bem coordenado.

### Tipo canadense
A aparência do Golden Retriever canadense são semelhantes ao tipo americano de peso e altura, e tem um revestimento mais fino do que suas contrapartes linha de conformação, e eles geralmente são mais escuros na cor.

### Pelo e cor
Como indicado por seu nome, seu pêlo vem em cores claras para o escuro dourado. O pêlo é denso e impermeável, e pode ser recto ou moderadamente ondulado. Ele geralmente fica plano contra a barriga. O American Kennel Club (AKC) afirma que o padrão de pelagem é uma "rica, brilhante de ouro de vários matizes", não permitindo pêlos que são muito claras ou muito escuras. Isso deixa os intervalos exterior do casaco de cor até a critério do juiz ao competir em shows de conformação. Portanto, "branco puro"e "vermelho" são inaceitáveis cores como o preto. O Kennel Club (Reino Unido) também permite que o creme como a cor da pelagem aceitável. Os juízes também podem impedir Goldens com narizes-de-rosa, ou aqueles pigmento ausente. O revestimento de Ouro também podem ser de uma cor de mogno, conhecido como "ruivos", embora esta não seja aceite no anel da mostra britânica. Como Golden envelhece, seu revestimento pode tornar-se mais claras ou escuras, juntamente com um clareamento da pele sensível e em torno do focinho. Pêlo de cachorro são geralmente muito mais leve do que o pêlo de um adulto, mas um cachorro com uma coloração mais escura nas pontas das orelhas pode indicar uma cor mais escura do adulto. Um pêlo de ouro nunca deve ser muito longo, pois isso pode vir a ser um desserviço para eles no campo, especialmente quando se recuperar do jogo.

## Temperamento

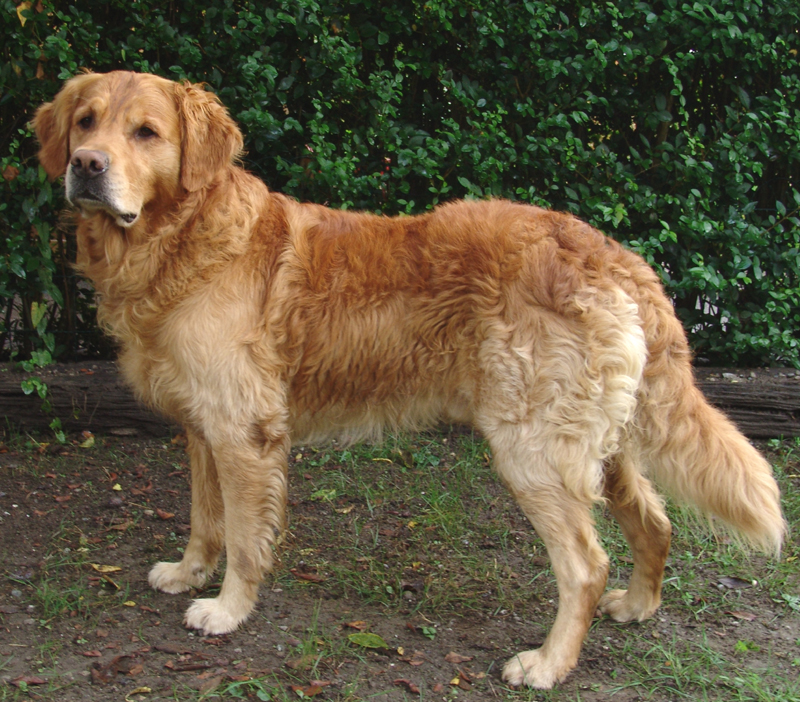
Golden Retriever

O temperamento do Golden Retriever é uma característica da raça e é descrito na norma como "amável, amigo e confiante". Eles não são "um cão do homem" e são geralmente tão amável com os estranhos como com os familiares para eles. Sua disposição, confiando gentil, portanto, faz-lhes um pobre cão de guarda. Qualquer forma de agressão não provocada ou hostilidade para com qualquer pessoas, cães ou outros animais, seja no anel da mostra ou comunidade, é totalmente inaceitável em um Golden Retriever e não se coaduna com o caráter da raça e, como tal, é considerada uma falta grave. Nem deveria ser um Golden Retriever indevidamente tímido ou nervoso. O típico Golden Retriever é calmo, naturalmente inteligente e obediente, com uma ânsia de agradar excepcionais.
A maioria dos Goldens são de alta energia e precisam de muito exercício, como a agilidade do cão.
Golden Retrievers também são conhecidos por sua inteligência, que ocupa a quarta posição em Stanley Coren's A Inteligência dos Cães após o border collie, poodle e pastor alemão, sendo um dos melhores cães classificados por treinabilidade comando de obediência. Esses cães também são famosos por sua paciência com as crianças.
No momento em que atingir a maturidade no entanto, Goldens terá se tornado animais ativos e divertir-se com o comportamento excepcional paciente condizente com um cão criado para sentar-se calmamente durante horas em uma caça cega. Os Golden Retrievers adultos têm amor ao trabalho, e têm uma grande habilidade em se concentrar em uma dada tarefa. Eles aparentemente trabalham até ao colapso, por isso o cuidado deve ser tomado para evitar a sobrecarga de trabalho deles.
Outras características relacionadas com a sua herança de caça são um tamanho adequado para scrambling dentro e fora dos barcos e de um amor exagerado de água. Golden Retrievers são excepcionalmente treináveis, devido à sua inteligência, atletismo e desejo de agradar seus manipuladores e geralmente se destacam em provas de obediência. Eles também são muito competitivos em agilidade e desempenho de outros eventos. métodos de treinamento Harsh são desnecessárias como Golden Retrievers geralmente respondem muito bem aos estilos de treinamento positivo e otimista.
Golden Retrievers são compatíveis com as crianças e adultos e estão bem com outros cães, gatos e a maioria dos animais. Golden Retrievers são particularmente valorizadas pelo seu alto nível de sociabilidade para as pessoas, calma e vontade de aprender. Devido a isso, eles são comumente usados como cães guia, cães de assistência, mobilidade e cães de busca e salvamento. Eles são simpáticos e tendem a aprender truques facilmente.
Eles também são conhecidos para se tornar excelentes mães de aluguel de espécies diferentes. Gatinhos e filhotes de tigre, mesmo nos zoológicos são bem cuidadas por golden retrievers. Em alguns casos, um retriever podem produzir leite para ela adotado, embora ela não pode ter estado grávida ou amamentando recentemente.

## Saúde
A vida média de um Golden Retriever é de 10 a 15 anos e meio. Golden Retrievers são suscetíveis a doenças específicas. Um reprodutor responsável iniciativa de reduzir o risco de doença por ter a saúde dos cães em pares reprodutores sejam avaliados profissionalmente e selecionadas com base em características complementares.
Golden retrievers são conhecidos por terem doenças genéticas e outras doenças. Displasia da anca é comum na raça, ao comprar um filhote de cachorro, a genealogia deve ser conhecida e analisada pelo OFA ou PennHip para a doença de quadril.

### Doenças comuns
Câncer, o hemangiossarcoma mais comum, seguido por neoplasia, mastocitoma e osteosarcoma. O câncer foi a causa da morte de 61,4% dos americanos Goldens acordo com um estudo de saúde de 1998 realizada pelo Golden Retriever Club of America, tornando-o maior assassino da raça. Uma pesquisa feita em 2004 pelo Kennel Club UK coloca este número em 38,8 %.
Displasia da anca e cotovelo
Doenças oculares, incluindo catarata (a doença ocular mais comum em Goldens), atrofia progressiva da retina, glaucoma, distichiasis, entrópio, distrofia corneana e displasia da retina
A doença cardíaca, especialmente a estenose aórtica subvalvar e cardiomiopatia
Doenças comuns, incluindo luxação da patela, osteocondrite, panosteitis e ruptura do ligamento cruzado
As doenças de pele, com alergias (muitas vezes levando a dermatite úmida aguda ou "hot spots"), nomeadamente as alergias da pulga, sendo mais comuns. Outros incluem a seborreia, adenite sebácea, e granuloma lamber.
Hemofilia
Doença de Lyme é invisível até que a fases tardias da insuficiência renal na raça.

## Atividades
A impaciência do Golden Retriever para agradar os fez consistente, com melhor desempenho nas argolas obediência e agilidade. Além disso, com sua capacidade de natação são excelentes na grande salto dock. Sua habilidade natural recuperando também vê-los se destacam em provas flyball e no campo.
Os primeiros três cães que obtiveram o título de Campeão de Obediência do AKC eram da raça Golden Retrievers, sendo que o primeiro dos três era uma fêmea chamada "Ch. Tonka Golden Moreland".
A raça é usada em resgate de água / salva-vidas. Ele continua nesse papel hoje, junto com o Leonberger, Terra Nova e Labrador Retriever cachorros, são utilizados na Escola Italiana de Salva-Vidas Canino.